# Casa Blanca (Actopan)
Casa Blanca es una localidad de México perteneciente al municipio de Actopan en el estado de Hidalgo.

## Geografía
A la localidad le corresponden las coordenadas geográficas 20° 16’ 26.196” de latitud norte y 98° 58’ 11.239” de longitud oeste, con una altitud de 1980 m s. n. m. Cuenta con un clima semiseco templado.
En cuanto a fisiografía se encuentra dentro de la provincia del Eje Neovolcánico dentro de la subprovincia de Llanuras y Sierras de Querétaro e Hidalgo; su terreno es de lomerío y llanura. En lo que respecta a la hidrología se encuentra posicionado en la región Panuco, dentro de la cuenca del río Moctezuma, en la subcuenca del río Actopan.

## Demografía
En 2020 registró una población de 555 personas, lo que corresponde al 0.91 % de la población municipal. De los cuales 261 son hombres y 294 son mujeres. Tiene 144 viviendas particulares habitadas.
| Gráfica de evolución demográfica de Casa Blanca entre 1995 y 2020                                           |
| |
| Población de los censos y conteos del Instituto Nacional de Estadística y Geografía (INEGI) de 1930 a 2010. |

## Economía
La localidad tiene un grado de marginación medio y un grado de rezago social bajo.